# Jean-Marie Toulgouat
Jean-Marie Toulgouat (Giverny, le 15 septembre 1927 - Id., le 10 janvier 2006), est un peintre français.

## Biographie
Jean-Marie Toulgouat naît dans un milieu artistique. Son grand-père est le peintre américain, Theodore Butler qui avait épousé Suzanne Hoschedé, l'une des belles-filles de Claude Monet. Sa mère, Lily Butler, fille des précédents, est une dessinatrice de mode pour Harper's Bazaar. Jean-Marie passe son enfance dans la maison de Claude Monet où sa tante, Blanche Hoschedé-Monet l'initie à la peinture. Blanche est la veuve de Jean Monet, le fils aîné de l'artiste et la seule élève de Monet. Blanche avait pris soin de son beau-père dans son grand âge et avait gardé la maison de Giverny après la mort de Claude. (1926)
Jean-Marie fait ses études à Vernon puis à Nice où il étudie l'architecture. Il s'établit comme architecte puis comme architecte-paysagiste à Paris. 
En 1954, il épouse Gilberte Van Vaek. Leur fils Koen Toulgouat nait en 1962. 
En 1964, il rencontre Claire Joyes, une historienne de l'art, qu'il épousera en 1986. Ils écrivent ensemble des livres sur Claude Monet et sur Giverny. En 1966, Jean-Marie décide de se consacrer à la peinture et rentre à Giverny. Il expose à Londres où il vend très bien ses toiles mais aussi en France, aux Pays-Bas et aux États-Unis.
En 1970, Jean-Marie se lance dans ce que l'on peut considérer comme la principale œuvre de sa vie : la restauration de la propriété de Claude Monet. À la mort de Claude Monet, Michel, son fils survivant, hérita de tout tandis que Blanche, la veuve de son autre fils Jean, géra la propriété jusqu'à sa mort en 1947. Michel mourut accidentellement en 1966 et légua la maison et 400 toiles impressionnistes à l'Académie des Beaux-Arts de Paris. Les peintures sont maintenant au musée Marmottan. Mais, en 1970, la maison et les jardins se détériorent. Gérald Van der Kemp (qui avait orchestré la restauration du parc de Versailles après la guerre) lance une campagne pour recueillir des fonds pour Giverny. Environ onze millions d'euros sont ainsi récoltés. Jean-Marie est alors le responsable de la campagne pour la France. Il sert ensuite de consultant bénévole pour la restauration de la propriété puis conseille Daniel Terra, fondateur du Musée d'art américain de Giverny.